# Бутковский, Пётр Александрович
Пётр Алекса́ндрович Бутко́вский (1801—1844) — российский психиатр, профессор Императорского Харьковского университета.

## Биография
Родился в 1801 году.
Первоначальное образование он получил в Харьковском коллегиуме (семинарии), откуда перешёл в Петербургскую медико-хирургическую академию казённокоштным воспитанником. В 1823 году окончил курс со званием лекаря 2-го отделения и ветеринарного лекаря 3-го отделения и определён ординатором в Абоский военный госпиталь. В Императорской академии Або Бутковский слушал лекции по медицине и одновременно основательно изучил французский, немецкий и шведский языки.
В феврале 1825 года он был назначен старшим лекарем в 25-ю артиллерийскую бригаду; в 1827 году был прикомандирован к выборгскому военному госпиталю и работал здесь около 6 лет ординатором. Получив степень штаб-лекаря, а в 1832 году — степень доктора медицины за диссертацию «De vitae psychicae anomalia generatim» (в Императорском Александровском университете), он в 1833 году оставил военную службу. С самого начала своей деятельности П. А. Бутковский много занимался изучением душевных и внутренних болезней; он основательно изучил труды Пинеля, Эскироля и других психиатров и на основании собственных наблюдений и опытов составил первое русское руководство по психиатрии: «Душевные болезни, изложенные сообразно началам нынешнего учения психиатрии», которое было издано в 1834 году в Санкт-Петербурге, доставив автору большую известность; общество русских врачей в Санкт-Петербурге избрало его своим членом-корреспондентом.
В 1834 году он был утверждён ординарным профессором Харьковского университета по кафедре хирургии отделения врачебных и медицинских наук. Хотя хирургия не была специальностью Бутковского, он заведовал кафедрой чуть более трёх лет, почти до 1838 года — до приезда Ванцетти, после чего перешёл на кафедру частной патологии и терапии, где читал психиатрию до дня смерти. В это время он издал первые два тома своего труда: «Начертание частной патологии и терапии» (Харьков, 1841) и приготовил к печати 3-й и 4-й тома.
В июне 1844 года с Бутковским случился апоплексический удар, от последствий которого он и умер 21 ноября (3 декабря) 1844 года, в чине статского советника.
Книга Бутковского «Душевные болезни, изложенные сообразно началам нынешнего учения психиатрии…» является первым в России руководством по психиатрии, придерживающимся материалистического подхода к природе психических заболеваний. В ней подчёркнуто значение головного мозга, единство психических и соматических факторов, а мистические взгляды на причины психических расстройств подвергнуты критике. Бутковский одним из первых описал гебефренический синдром и предстарческие психозы, возникновение последних связал с климактерическим периодом; обратил внимание на улучшение состояния больных с различными психозами под влиянием интеркуррентных инфекционных заболеваний.

## Основные публикации
- Подробное и основательное наставление к распознаванию и лечению геморроидальной болезни, сост. по сочинениям Рау, Гизе и пр. — СПб., 1830.
- De vitae psychicae anomalia generatim. — Abo, 1832. (диссертация доктора медицины)
- Душевные болезни, изложенные сообразно началам нынешнего учения психиатрии в общем и частном, теоретическом и практическом содержании доктором медицины Петром Бутковским. — СПб.: тип. И. Глазунова, 1834. (в двух частях)
- Diatribe isagogica de statu medicinae morborum, ad chirurgiam spectantium. — Харьков, 1835. (речь, произнесённая в Харьковском университете)
- Начертание частной патологии и терапии человеческих болезней, изд. для руководства в преподавании. — Харьков, 1840. (в двух частях)